# أمل حيدرة
نادي حيدرة الرياضي (أو نادي أمل حيدرة)، هو نادي كرة قدم جزائري يقع مقره في حي حيدرة بالجزائر العاصمة. تأسس عام 1936 وألوانه هي الأحمر والأبيض. الملعب الرسمي للنادي هو ملعب حيدرة الذي يتسع لـ 4000 متفرج. يلعب النادي حاليًا في الرابطة ما بين الجهات لكرة القدم.

## تاريخ
تأسس النادي عام 1936 تحت اسم (نادي الجزائر حيدرة الرياضي). تغير اسم النادي بعد استقلال الجزائر عام 1962 إلى حيدرا على يد علي بن فادح لاعب النادي آنذاك، في إشارة إلى ناديه السابق نادي لوهافر الفرنسي المعروف باسم Le HAC أو HAC للاختصار.